# Kassakpéré
 (avril 2023).
Kassakpéré est un village de l'arrondissement de Sérékalé dans le département du Borgou au Bénin. C'est une subdivision administrative sous la juridiction de la commune de Nikki. Selon le recensement de la population de 2013, le village comptait une population totale de 2 646 habitants.